# Arboform

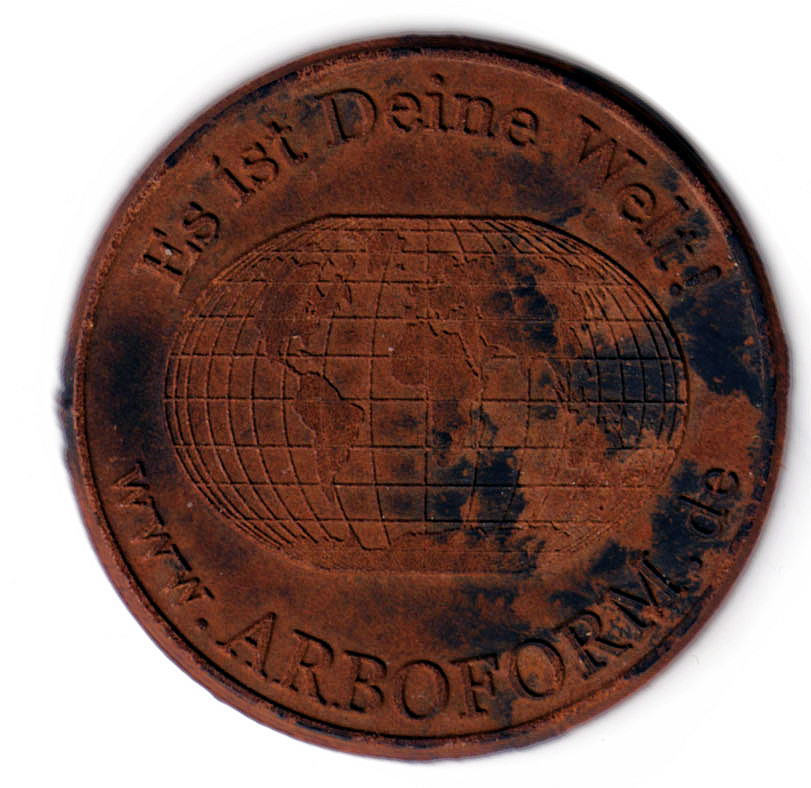
Formteil aus Arboform (für Präsentations- und Werbezwecke)

Arboform (lateinisch arbor ‚Baum‘) ist ein im Jahr 1998 entwickelter Biowerkstoff, der aus 30 % Ligninsulfonat, 60 % Cellulose und 10 % Additiven hergestellt wird. Die Additive unterliegen dem Geschäftsgeheimnis, auch über den Energiebedarf bei Herstellung und Verarbeitung ist bislang nichts bekannt.
Der Name „Arboform“ ist (so wie die Namen ähnlicher Produkte wie Fasalex und Werzalit) eine eingetragene Marke. Der Werkstoff ist auch als „Flüssigholz“ oder englisch „Liquid Wood“ bekannt.

## Entwicklung
Arboform wurde im Jahr 1998 von Helmut Nägele und Jürgen Pfitzer innerhalb einer Partnerschaft zwischen dem Fraunhofer-Institut für Chemische Technologie (ICT) und deren Ableger Tecnaro Gesellschaft zur industriellen Anwendung nachwachsender Rohstoffe mbH entwickelt.

## Herstellung
Arboform basiert auf Lignin, einem der Hauptbestandteile von Holz, das etwa bei der Papierproduktion als Abfall- bzw. Koppelprodukt anfällt. Lignin besteht aus hochkomplexen Makromolekülen (Polymeren). Das sogenannte 'Kraft-Lignin', das beim Sulfatverfahren der Papierherstellung anfällt, muss zunächst aufwendig gereinigt werden. Den braunen Ligninpulvern werden Naturfasern wie Cellulose, Flachs oder Hanf sowie natürliche Additive beigemischt. Das Fasergemisch wird bei 110–170 °C und 150 MPa zu einem etwa erbsengroßen Granulat gepresst.

## Eigenschaften
Arboform ist zwischen 110 und 170 °C, bei einem Druck von 1000 bar, thermoplastisch und dann beliebig verformbar. Es ist bei Druckbelastung widerstandsfähiger als Holz. Die mechanischen Eigenschaften sind vom Typ und der eingesetzten Menge der Verstärkungsfasern abhängig. Der E-Modul beträgt laut Herstellerangaben bis zu 7.000 MPa, die maximale Zugfestigkeit etwa 40 MPa. Die maximale Schlagzähigkeit wird vom Hersteller mit 95 kJ/m2 angegeben.
Arboform hat ähnlich wie Holz eine braune Farbe. Er kann künstlich eingefärbt werden, jedoch nicht in Weiß oder transparent hergestellt werden.

## Verarbeitung und Anwendungen
Der Werkstoff kann wie Kunststoff verarbeitet werden, insbesondere durch Spritzgießen, Extrudieren, Pressen, Tiefziehen und Blasformen.
Er wird angewendet bei der Herstellung von Halbzeug, von Platten- und Formteilen. Er ist Bestandteil von Lautsprechern, Bestattungsurnen, Uhrengehäusen, Spielwaren, Möbeln, Gehäusen, Knöpfen und Leiterplatten und wird teilweise in der Serienproduktion genutzt.
Das Ausgangsmaterial wird von der Herstellerfirma für die Produktion eines mit Wood-Plastic-Composite vergleichbaren Kompositwerkstoffs genutzt und für eine Mischung mit anderen Anteilen nachwachsender Rohstoffe.